# Le Matelot 512
Le Matelot 512 és una pel·lícula francesa dirigida per René Allio, estrenada el 1984. Per establir el seu guió, René Allio es va inspirar en un manuscrit que li va regalar un ancià, Émile Guinde, en el qual relata la seva vida agitada. La pel·lícula està tractada en forma de novel·la en sèrie de principis del segle xx.

## Sinopsi
A principis del segle xx, Max, un jove de divuit anys, es va enrolar a la Marina. Es converteix en Matelot 512, enviat a Lorient i destinat al servei del comandant Roger, com a ordenança. Es casarà amb la Colette, una humil serventa, però s'enamora bojament de la dona del comandant, que el converteix en la seva amant. Acusat d'assassinat, és condemnat, degradat i tancat a la presó d'un cuirassat que, el 1911, va explotar al port de Toló. En surt il·lès, s'escapa però passa per mort. Va reconstruir la seva vida sota una identitat falsa i es va unir a la Legió Estrangera.

## Distribució
- Dominique Sanda : la dona del comandant
- Jacques Penot : Max
- Bruno Cremer : el comandant
- Laure Duthilleul : Colette
- Tchéky Karyo: el marcat
- Michel Piccoli: el narrador
- Christiane Cohendy: Lina Colomba
- Christine Laurent: Purpurina
- Cécile Mazan: la cambrera
- Yvonne Gamy: la vella
- Jean Maurel: el jardiner
- Gérard Meylan: el comissari
- Georges Rostan: el corredor d'apostes
- Claude Bouchery: el general